# Summerlove/Right now (na na na)
Summerlove/Right now (na na na) è un singolo di Carolina Márquez pubblicato il 12 novembre 2015..
Del brano viene realizzato anche un video musicale per la regia di Claudio Zagarini; il video viene girato in Salento.

## Tracce
1. Summerlove/Right now (na na na) - 3:41
2. Summerlove/Right now (na na na) - 3:35